# Anthony Rosell
 José Anthony Rosell Delgado (Lima, 20 de abril de 1995) es un futbolista peruano. Juega como lateral izquierdo y su equipo actual es el Club Atlético Grau de la Liga 1 de Perú.

## Trayectoria
Luego de sobresalir en la categoría 95 del Deportivo Coopsol, dio sus primeros pasos en el fútbol profesional con el Pacífico, que participó en el Campeonato Descentralizado 2013 donde debutó el 17 de agosto de 2013 en la derrota por 3-0 frente a Sport Huancayo, por la penúltima fecha del torneo regular.
El club limeño no pudo mantener la categoría y Rosell pasó a jugar en dos clubes de segunda división: Defensor San Alejandro de Pucallpa en 2014 y Atlético Minero de Matucana en 2015. En esos dos años disputó 29 partidos.
Eventualmente Rosell llegó a Sport Loreto, recién ascendido a primera división para afrontar el Campeonato Descentralizado 2015, debutando el 15 de febrero en la derrota por 1-0 ante Alianza Lima por el Torneo del Inca 2015. Jugó un total de 17 encuentros con este equipo descendiendo a segunda tras quedar penúltimos en la tabla acumulada.
El siguiente año pasó a formar parte de otro club ascendido a primera: Comerciantes Unidos, con el cual debutó el 7 de febrero de 2016 en el empate 1-1 frente a la Universidad César Vallejo. Hizo una buena campaña con el club de Cutervo, quedando sextos y clasificando a la Copa Sudamericana 2017. Rosell jugó un total de 35 partidos, marcando un gol en agosto de 2016 a Alianza Atlético. Estuvo una temporada más con Comerciantes Unidos hasta que cambió de aires llegando a Ayacucho para la temporada 2018. Fue uno de los puntos altos del club, dado que culminó el Campeonato Descentralizado 2018 como máximo asistidor de los Zorros con 7 pases gol. Además tuvo éxito en el 79% de sus pases.

### Alianza Lima
A fines de 2018, Rosell se convirtió en el cuarto fichaje de Alianza Lima para dar solución a los problemas con sus laterales y afrontar la liga y la Copa Libertadores 2019, firmando por un año. Debutó oficialmente en la primera fecha de la ahora denominada Liga 1 el 15 de febrero de 2019 jugando de titular en la victoria por 3-0 sobre Sport Boys. El 14 de septiembre del mismo año anotó su primer gol en el club en el empate 1-1 ante UTC. Fue en varias ocasiones el lateral izquierdo titular de Alianza, ayudando a su equipo a lograr el Torneo Clausura 2019, el cual significó el primer título en su carrera. Fue un elemento regular en el club y siguió siendo considerado hasta el posterior subcampeonato nacional, título que perdieron ante Deportivo Binacional. Luego de una temporada terrible, a finales del 2020, deja el club el 11 de diciembre del 2020 para irse al Cienciano. pero minutos después no se llegó a un acuerdo y no fue contratado y volvió pero finalmente se marchó para irse al club pero como agente libre.
En la temporada 2023 descendió de categoría, al quedar antepenúltimo en la tabla acumulada del torneo con Deportivo Binacional.

## Selección nacional
Rosell ha sido internacional con la selección de fútbol de Perú en la categoría sub-20 en 2014 cuando militaba en Defensor San Alejandro. Para entonces participó de la convocatoria previa con miras al Campeonato Sudamericano de Fútbol Sub-20 de 2015, sin embargo no fue incluido en la lista final.

## Clubes y estadísticas
Actualizado el 28 de noviembre de 2020.
| Pacífico · Perú | 2013             | 1ª               | 8   | 0 | — | — | — | — | 8   | 0 |
| Pacífico · Perú | Total club       | Total club       | 8   | 0 | 0 | 0 | 0 | 0 | 8   | 0 |
| Defensor San Alejandro · Perú | 2014             | 2ª               | 21  | 1 | — | — | — | — | 21  | 1 |
| Defensor San Alejandro · Perú | Total club       | Total club       | 21  | 1 | 0 | 0 | 0 | 0 | 21  | 1 |
| Atlético Minero · Perú | 2015             | 2ª               | 8   | 0 | — | — | — | — | 8   | 0 |
| Atlético Minero · Perú | Total club       | Total club       | 8   | 0 | 0 | 0 | 0 | 0 | 8   | 0 |
| Sport Loreto · Perú | 2015             | 1ª               | 11  | 0 | 6 | 0 | — | — | 17  | 0 |
| Sport Loreto · Perú | Total club       | Total club       | 11  | 0 | 6 | 0 | 0 | 0 | 17  | 0 |
| Comerciantes Unidos · Perú | 2016             | 1ª               | 36  | 1 | — | — | — | — | 36  | 1 |
| Comerciantes Unidos · Perú | 2017             | 1ª               | 26  | 1 | — | — | 1 | 0 | 27  | 1 |
| Comerciantes Unidos · Perú | Total club       | Total club       | 62  | 2 | 0 | 0 | 1 | 0 | 63  | 2 |
| Ayacucho · Perú | 2018             | 1ª               | 37  | 1 | — | — | — | — | 37  | 1 |
| Ayacucho · Perú | Total club       | Total club       | 37  | 1 | 0 | 0 | 0 | 0 | 37  | 1 |
| Alianza Lima · Perú | 2019             | 1ª               | 25  | 1 | 2 | 0 | 2 | 0 | 29  | 1 |
| Alianza Lima · Perú | 2020             | 1ª               | 16  | 1 | — | — | 4 | 0 | 20  | 1 |
| Alianza Lima · Perú | Total club       | Total club       | 41  | 2 | 2 | 0 | 6 | 0 | 49  | 2 |
| Total en carrera | Total en carrera | Total en carrera | 188 | 6 | 8 | 0 | 7 | 0 | 203 | 6 |
| (1)Incluye datos del Torneo del Inca (2015) y la Copa Bicentenario (2019). (2)Incluye datos de la Copa Sudamericana (2017) y la Copa Libertadores de América (2019 y 2020). |                  |                  |     |   |   |   |   |   |     |   |

## Palmarés

### Torneos cortos
| Título          | Club         | País | Año  |
| --------------- | ------------ | ---- | ---- |
| Torneo Clausura | Alianza Lima | Perú | 2019 |

### Distinciones individuales
- Nominado a mejor lateral izquierdo de la Primera División del Perú según el diario Líbero: 2018[9][10]